# Rolandi Andriadze
Rolandi Andriadze (gruz. როლანდი ანდრიაძე ;ur. 9 marca 1995) – gruziński zapaśnik startujący w stylu wolnym.
Siódmy w Pucharze Świata w 2019. Trzeci na MŚ U-23 w 2018 roku.